# Dixon (Kalifornia)
Dixon város az USA Kalifornia államában, Solano megyében. Lakosainak száma 18 988 fő (2020. április 1.).

## Népesség
A település népességének változása:

| 2010 | 18 351 |
| 2020 | 18 988 |